# Destination (Sunyaの曲)
「Destination」（デスティネーション）は、Sunyaの楽曲。自身が作詞・作曲を手掛けた。Sunya2枚目のシングルとして2009年9月16日にKi/oon Recordsから発売された。前作「雨上がり」から、3ヶ月で発売された。

## 収録曲

### CD
1. Destination
作詞：作曲：Sunya 　編曲：中村康成
2. イイダセナクテ
作詞：作曲：Sunya 　編曲：fink bro.
3. Summer Story...
作詞：作曲：Sunya    編曲：AILI
4. Destination -Instrumental-